# Sylfest Lomheim

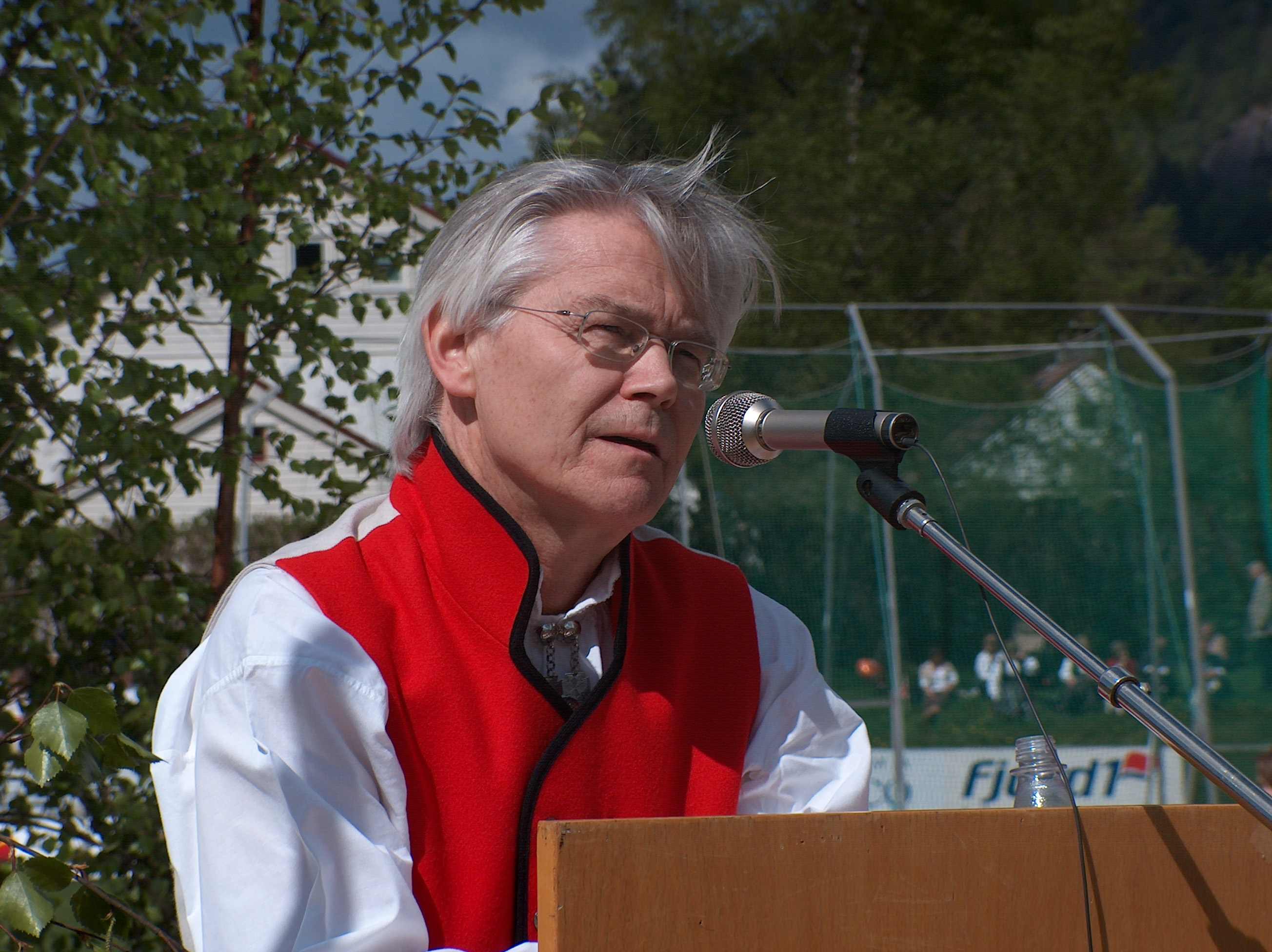
Sylfest Lomheim
Foto: Eirik U. Birkeland

Sylfest Lomheim es un filólogo noruego nacido el 11 de marzo de 1945 en Hafslo. desde el 2003 es director del Consejo del Idioma Noruego, Språkrådet. Es también profesor asociado en el idioma noruego de la Universidad de Agder y fue rector de esta universidad entre 1987 y 1992.
Lomheim ha realizado trabajos de traducción y ha escrito sobre la estandarización de la lengua. Trabaja en la Corporación de Radiodifusión Noruega desde 1980, tanto en radio como televisión. En 1997, bajo el Gabinete Jagland, fue nombrado secretario de estado en el Ministerio Noruego de Infancia e Igualdad.